# Азрай
Азра́й (фр. Azerailles) — коммуна во французском департаменте Мёрт и Мозель региона Лотарингия. Относится к  кантону Баккара.	

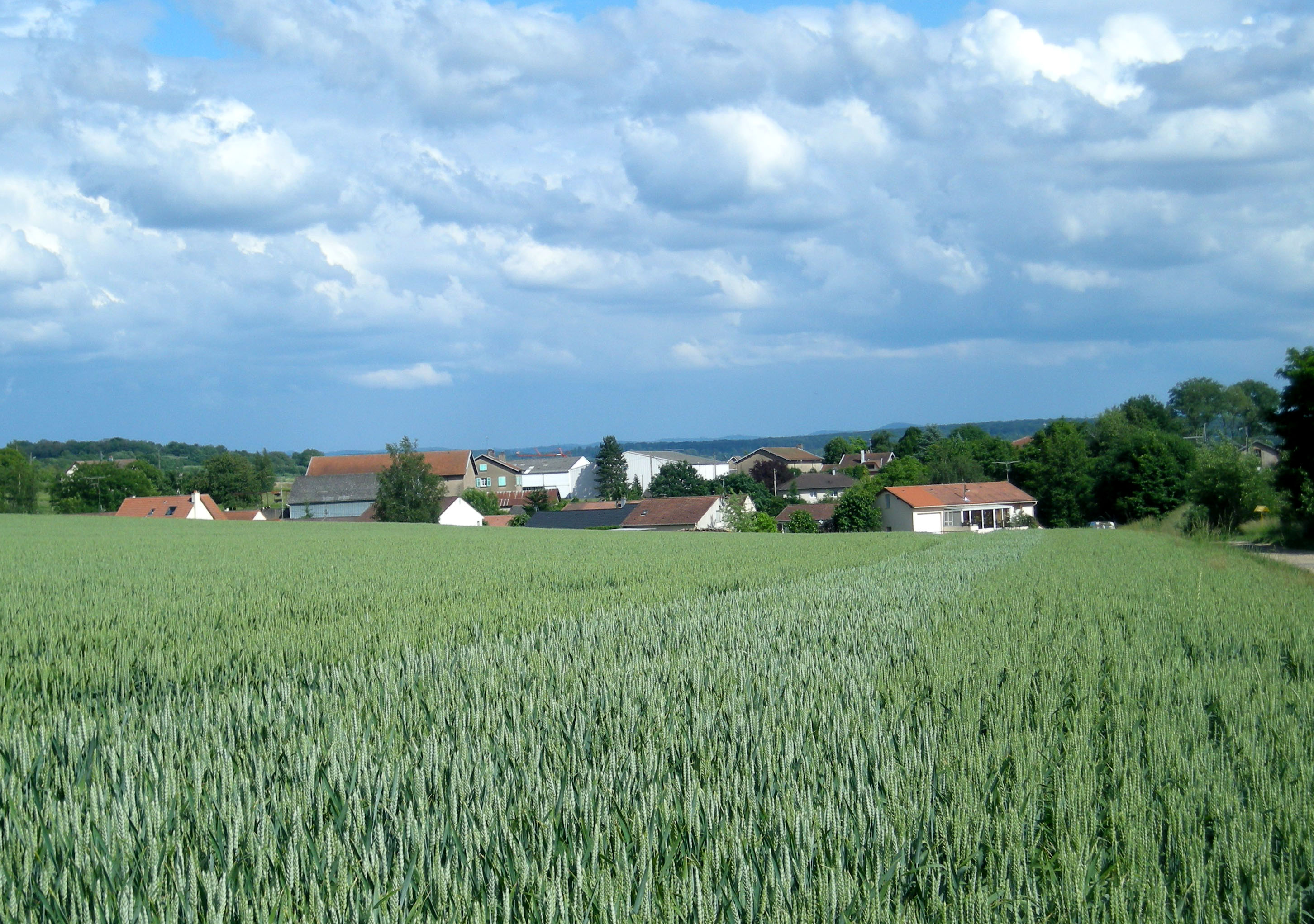
Вид на Азрай.

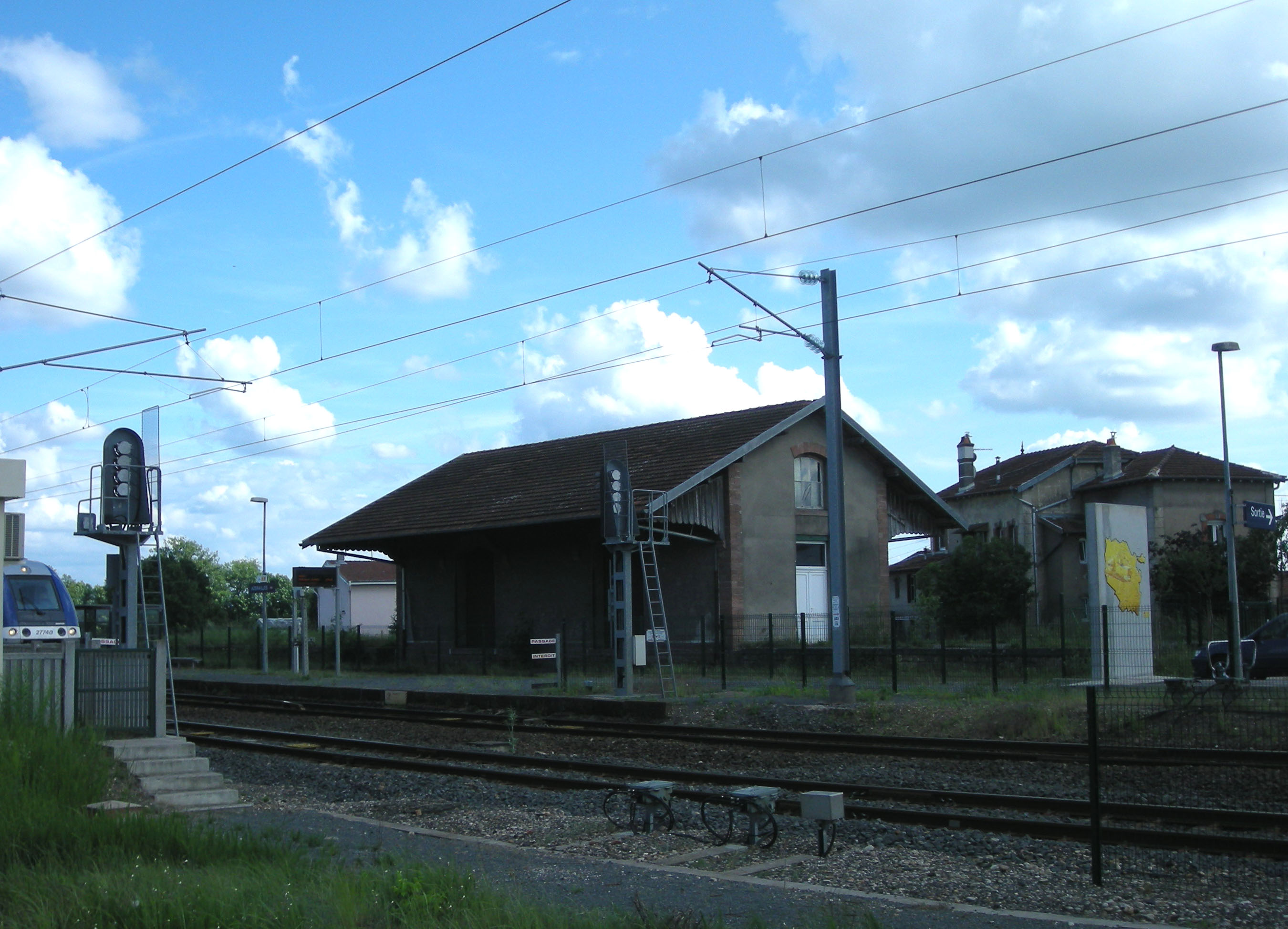
Железнодорожный вокзал Азрай.

## География
Азрай расположен в 45 км к юго-востоку от Нанси. Соседние коммуны: Абленвиль на северо-востоке, Брувиль на востоке, Желакур на юго-востоке, Глонвиль на юге, Флен на северо-западе.
Азрай окружён с севера лесным массивом От-Буа, а с юга и запада — Мёртом.

## История
- В 1765 году в Азрае была сооружена доменная печь, которая действовала по 1822 год.
- Коммуна сильно пострадала как в Первую, так и во Вторую, мировые войны. После Второй мировой войны Азрай был восстановлен лишь в 1950-е годы.

## Транспорт
До 2010 года деревню пересекала оживлённая национальная автодорога RN 59, в настоящее время построена объездная трасса, проходящая с севера от Азрай.
Через Азрай проходит железнодорожная линия Нанси—Люневиль—Сен-Дье-де-Вож.

## Демография
Население коммуны на 2010 год составляло 861 человек.
| 1962 | 1968 | 1975 | 1982 | 1990 | 1999 | 2010 |
| ---- | ---- | ---- | ---- | ---- | ---- | ---- |
| 832  | 846  | 844  | 798  | 792  | 819  | 861  |

## Галерея

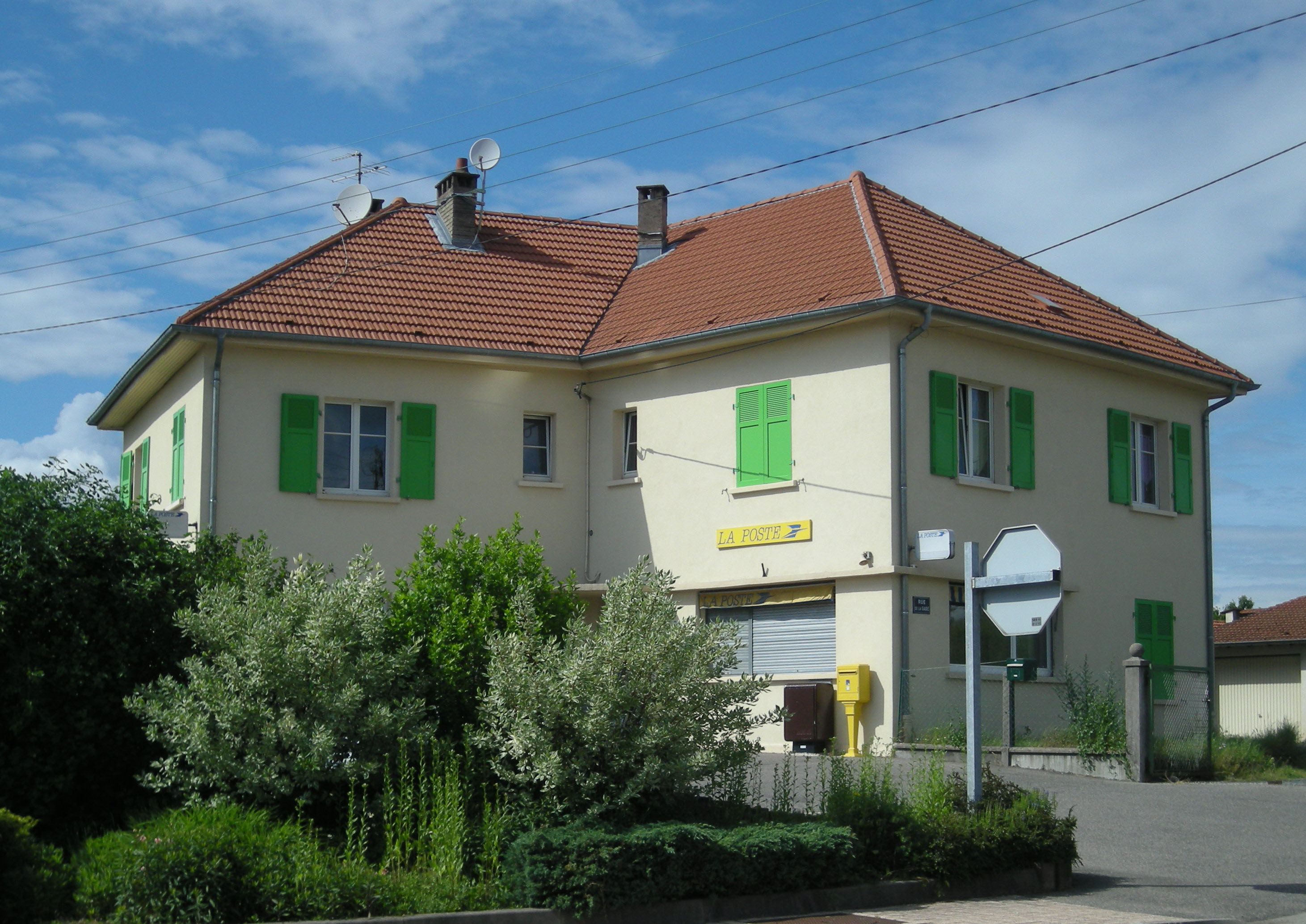
Азрай. Почта.
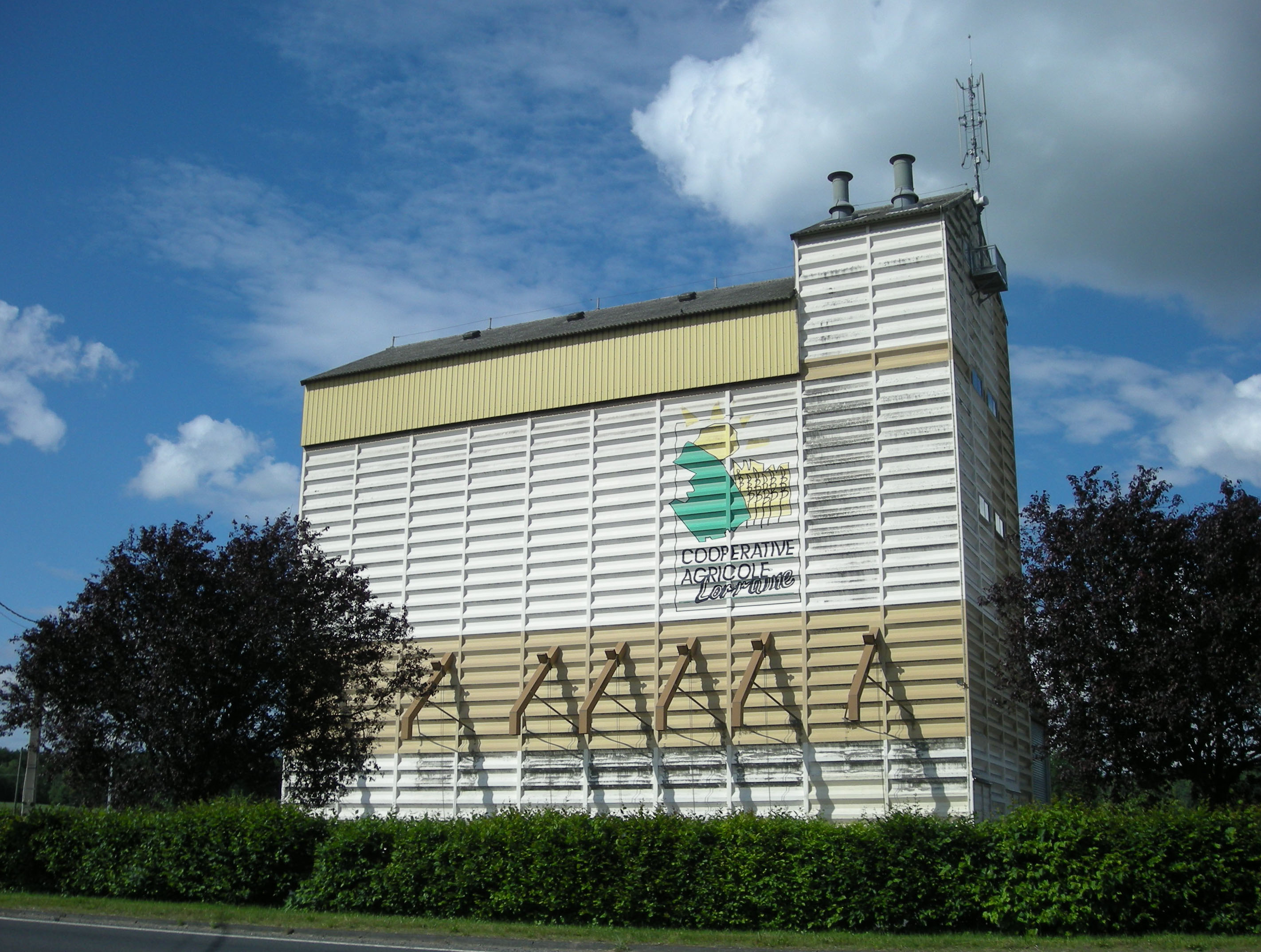
Сельскохозяйственный кооператив.
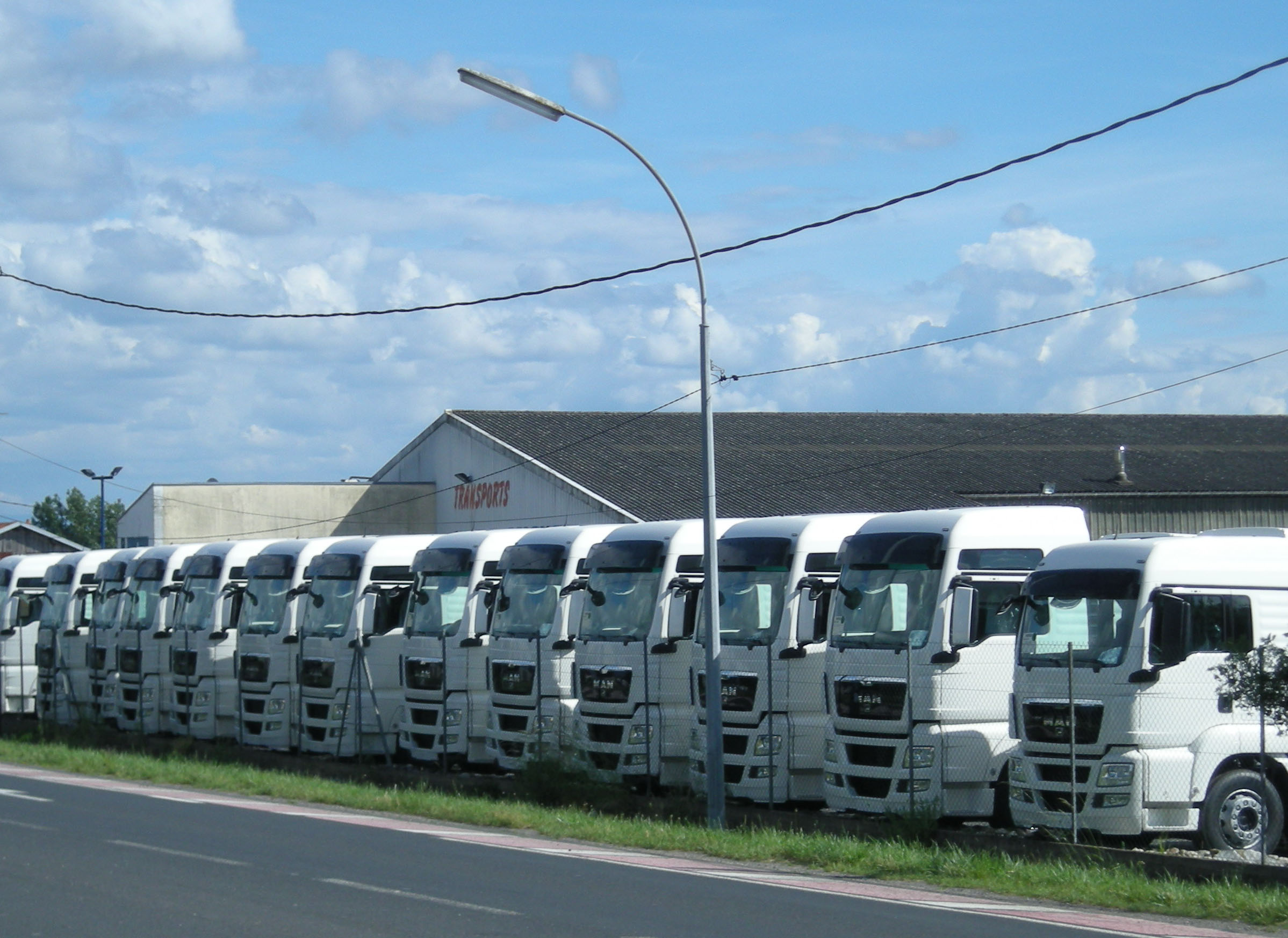
Автопредприятие
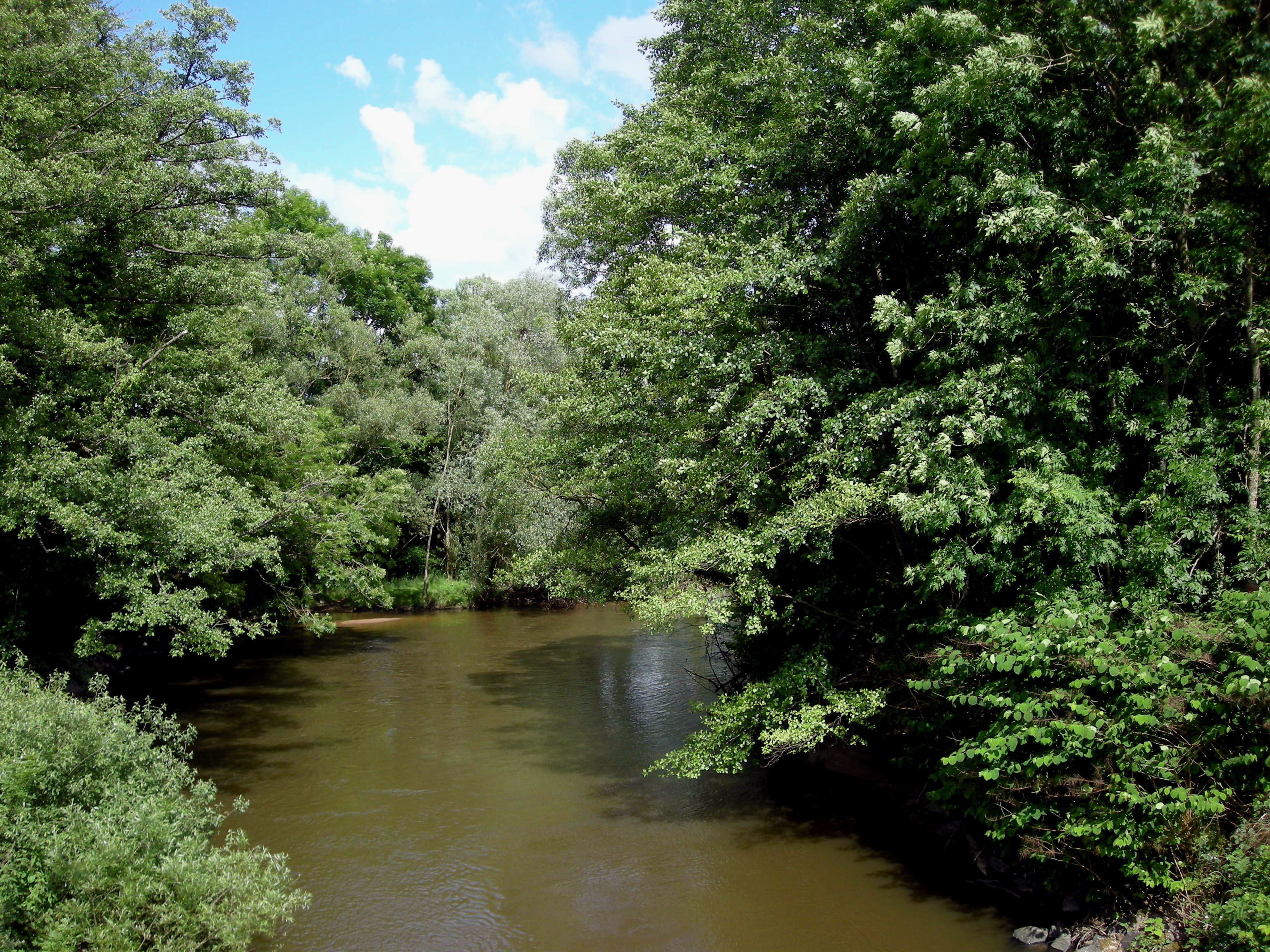
Река Мёрт у Азрай.